# Francouzská vlajka

Francouzská vlajka
Poměr stran: 2:3

Francouzská námořní vlajka
Poměr stran: 2:3
Poměr šířek: 30:33:37

Vlajka Francie je tvořena listem o poměru stran 2:3, s trikolórou svislých pruhů v barvách modré, bílé a červené.
Bílá barva navazuje na tradiční bílou královskou vlajku, červená a modrá jsou barvy Paříže, které tvoří městskou vlajku.

## Světlejší varianta
V roce 1974 změnil prezident Valéry Giscard d'Estaing odstín modré barvy na vlajce, zejména pro použití státního protokolu. Tato vlajka pak vlála nad Elysejským palácem, sídlem francouzských prezidentů a nad dalšími prezidentskými rezidencemi. Toto rozhodnutí neformalizoval žádný zákon či vyhláška, mělo pouze za následek úpravu specifikací zakázek na dodávky vlajek. Došlo však k jasnému zesvětlení modři různých vyrobených vlajek, nejen pro prezidentské budovy ale vlajky se světlejší modrou se rozšířily i do běžného života, ne však jako námořní vlajky. Nový odstín byl více podobný modré barvě na vlajce Evropské unie. Zároveň d'Estaing žádal, aby bylo tempo Marseillaisy méně bojové a pomalejší.
Ve Vlajkovém albu, které vydává Hydrografické a oceánografické oddělení námořnictva, byly v roce 2019 uvedeny následující odstíny modré:
- Přibližně Pantone 282C (někdy uváděna jako Pantone's "Reflex Blue")
- CMYK 100-70-0-50

Naopak Commissariat des armées uvádí:
- Odstín blízký Pantone 294U

Také červená barva byla na této vlajce světlejší, uváděna je barva:
- Pantone 032

13. července 2020 se prezident Emmanuel Macron, kterého podpořil provozní ředitel Elysejského paláce – Arnaud Jolens, rozhodl opustit tuto verzi vlajky a vrátil se k verzi z roku 1848. Modrá barva se tak vrátila k odstínu Pantone 281.

Francouzská vlajka (1974–2020, de facto)
Změna odstínů v roce 2020
Vlajka Evropské unie (pro porovnání)
Francouzská vlajka (1794–1815, 1830–1974 a od roku 2020)

## Historie
Kořeny francouzské vlajky sahají do doby Francouzské revoluce. Oficiálně byla uznána za státní symbol Francie roku 1790. Tehdy ještě v pořadí červená, bílá, modrá. V roce 1794 bylo pořadí barev obráceno do dnešní podoby. V roce 1815 byla navrácena bílá vlajka (symbol čistoty a vlajka Bourbonů). Během revoluce v roce 1848 pak byla užívána na barikádách rudá vlajka. Následně byla trikolóra přijata za národní vlajku.
Předepsanými odstíny jsou Pantone Reflex Blue pro modrou (přibližně CMYK 100,70,0,5; RGB #171796) a Red 032 pro červenou (přibližně CMYK 0,90,86,0; RGB #ED2E38).

## Vlajky francouzských regionů
Francie se člení od roku 2016 na 18 regionů, z toho se nachází 12 regionů na pevninské části Metropolitní Francie, dále patří k těmto regionům Korsika, která má zvláštní status. Dalších 5 regionů patří do Zámořské Francie.

### Regiony Metropolitní Francie a Korsika

Nová Akvitánie Poměr stran: 2:3
Grand Est
Auvergne-Rhône-Alpes Poměr stran: 2:3
Burgundsko-Franche-Comté Poměr stran: 3:5
Bretaňská vlajka Poměr stran: 2:3
Centre-Val de Loire Poměr stran: 3:5
Korsika Poměr stran: 3:5
Île-de-France (tradiční) Poměr stran: 3:5
Okcitánie Poměr stran: 2:3
Hauts-de-France
Normandie Poměr stran: 3:5
Pays de la Loire (neoficiální) Poměr stran: 7:12
Provence-Alpes-Côte d'Azur Poměr stran: 2:3

### Regiony Zámořské Francie
Vlajky jsou většinou neoficiálni, pokud byly schváleny, vztyčují se společně s francouzskou vlajkou.

Guadeloupská vlajka (neoficiální) Poměr stran: 2:3
Vlajka Francouzské Guyany (neoficiální) Poměr stran: 2:3
Martinická vlajka (od roku 2019) Poměr stran: 2:3
Réunionská vlajka (neoficiální) Poměr stran: 2:3
Vlajka Mayotte (neoficiální) Poměr stran: 2:3

### Další zámořská území

Vlajka Saint Pierre a Miquelonu (neoficiální) Poměr stran: 2:3
Vlajka Svatého Bartoloměje (neoficiální) Poměr stran: 2:3
Vlajka Svatého Martina (Francie) (spíše fikce než návrh) Poměr stran: 2:3
Vlajka Wallisu a Futuny (neoficiální) Poměr stran: 2:3
Vlajka Francouzské Polynésie (od roku 1985) Poměr stran: 2:3
Vlajka Nové Kaledonie (od roku 2010) Poměr stran: 1:2
Vlajka Francouzských jižních a antarktických území (od roku 2007) Poměr stran: 2:3
Clippertonův ostrov